# Wijken en buurten in Wierden
De Nederlandse gemeente Wierden is voor statistische doeleinden onderverdeeld in wijken en buurten. De gemeente is verdeeld in de volgende statistische wijken:
- Wijk 00 Wierden (kern) (CBS-wijkcode:018900)
- Wijk 01 Landelijk gebied Wierden (CBS-wijkcode:018901)
- Wijk 02 Hooge-Hexel (CBS-wijkcode:018902)
- Wijk 03 Enter (kern) (CBS-wijkcode:018903)
- Wijk 04 Landelijk gebied Enter (CBS-wijkcode:018904)
- Wijk 05 Rectum - Notter - Zuna (CBS-wijkcode:018905)

Een statistische wijk kan bestaan uit meerdere buurten. Onderstaande tabel geeft de buurtindeling met kentallen volgens het Centraal Bureau voor de Statistiek (2008):
| CBS-buurtcode | Buurtnaam                                | Inwonertal | Opp. totaal (ha) | Opp. land (ha) | Ligging                |
| ------------- | ---------------------------------------- | ---------- | ---------------- | -------------- | ---------------------- |
| BU01890000    | Wierden-Centrum                          | 1150       | 34               | 34             | Locatie in de gemeente |
| BU01890001    | Wierden-Noord                            | 500        | 59               | 59             | Locatie in de gemeente |
| BU01890002    | Wierden-West                             | 2320       | 52               | 52             | Locatie in de gemeente |
| BU01890003    | De Maaten                                | 1740       | 56               | 56             | Locatie in de gemeente |
| BU01890004    | Wierden-Oost                             | 2700       | 90               | 90             | Locatie in de gemeente |
| BU01890005    | De Stouwe                                | 1010       | 35               | 33             | Locatie in de gemeente |
| BU01890006    | 't Loo                                   | 430        | 29               | 29             | Locatie in de gemeente |
| BU01890007    | De Hooilanden                            | 2900       | 58               | 57             | Locatie in de gemeente |
| BU01890008    | Zuidbroek                                | 0          | 47               | 47             | Locatie in de gemeente |
| BU01890105    | Verspreide huizen Lage Egge en omgeving  | 330        | 376              | 362            | Locatie in de gemeente |
| BU01890106    | Verspreide huizen Broeklanden            | 20         | 166              | 166            | Locatie in de gemeente |
| BU01890107    | Verspreide huizen Huurne I               | 350        | 295              | 295            | Locatie in de gemeente |
| BU01890108    | Verspreide huizen Huurne II              | 390        | 466              | 466            | Locatie in de gemeente |
| BU01890109    | Verspreide huizen Wierdenseveld          | 310        | 1030             | 1030           | Locatie in de gemeente |
| BU01890200    | Hooge-Hexel kern                         | 280        | 40               | 40             | Locatie in de gemeente |
| BU01890209    | Verspreide huizen Hooge-Hexel            | 690        | 1778             | 1771           | Locatie in de gemeente |
| BU01890300    | Enter-Zuidwest                           | 1460       | 63               | 63             | Locatie in de gemeente |
| BU01890301    | Enter-Noordwest                          | 1770       | 65               | 65             | Locatie in de gemeente |
| BU01890302    | Enter-Oost                               | 2310       | 76               | 76             | Locatie in de gemeente |
| BU01890303    | Enter-West                               | 30         | 42               | 42             | Locatie in de gemeente |
| BU01890405    | Verspreide huizen IJpelo                 | 170        | 535              | 532            | Locatie in de gemeente |
| BU01890406    | Verspreide huizen Waterhoek              | 120        | 354              | 348            | Locatie in de gemeente |
| BU01890407    | Verspreide huizen Enterveen en Elsslagen | 290        | 312              | 311            | Locatie in de gemeente |
| BU01890408    | Verspreide huizen Zuiderveld             | 450        | 295              | 295            | Locatie in de gemeente |
| BU01890409    | Verspreide huizen Enterbroek en omgeving | 480        | 982              | 977            | Locatie in de gemeente |
| BU01890507    | Verspreide huizen Rectum                 | 360        | 579              | 575            | Locatie in de gemeente |
| BU01890508    | Verspreide huizen Notter                 | 500        | 1141             | 1135           | Locatie in de gemeente |
| BU01890509    | Verspreide huizen Zuna                   | 330        | 469              | 464            | Locatie in de gemeente |